# Ingo Scholz
Ingo Rudolf Scholz (* 9. März 1947; † 7. Dezember 2023) war ein deutscher Ruderer.

## Sportliche Karriere
Ingo Scholz ruderte für den Ersten Kieler Ruder-Club von 1862, den Berliner Ruder-Club und für den Essener Ruderklub am Baldeneysee. Zusammen mit seinem Vereinskameraden Bernd Gördes ruderte Scholz von 1969 bis 1971 im Deutschland-Achter. Bei den Europameisterschaften 1969 in Klagenfurt siegte der Achter aus der DDR vor dem Achter aus der Sowjetunion, der Deutschland-Achter mit Gördes und Scholz gewann die Bronzemedaille. Zwei Jahre später belegte der Deutschland-Achter bei den Europameisterschaften 1971 in Kopenhagen den sechsten Platz.
Beim Deutschen Meisterschaftsrudern gewann Scholz 1969 im Trikot des Berliner RC die Titel im Vierer mit Steuermann und im Achter. Zwei Jahre später wurde Scholz für den Ruderklub am Baldeneysee Deutscher Meister im Vierer ohne Steuermann und im Vierer mit Steuermann.
Ingo Scholz arbeitete später als Unternehmensberater und war für die CDU stellvertretender Bürgermeister der Gemeinde Leck in Nordfriesland.